# 葱头藤壶
葱头藤壶（學名：Armatobalanus cepa）是藤壶的一個顎足綱节肢动物物種。